# Scutiger tuberculatus
Scutiger tuberculatus là một loài lưỡng cư thuộc họ Megophryidae. Chúng là loài đặc hữu của Trung Quốc.
Các môi trường sống tự nhiên của chúng là các khu rừng ôn hòa, vùng đồng cỏ ôn đới, sông, đầm nước, và đầm nước ngọt. Loài này đang bị đe dọa do mất môi trường sống.